# Salhin
Salhin o Silhin era el palau de Marib residència dels reis del sabeus. És l'edifici del sud de l'Aràbia més anomenat a les inscripcions sabees als segles I, II i III, a vegades amb el nom de Salhen. Tot i les excavacions dutes a terme encara no ha trobat. Hauria estat destruït pels abissinis quan van conquerir el Iemen, al mateix temps que les fortaleses de Ghumdan i Raynun.